# Heinui Le Caill
 (juin 2023).
Heinui Le Caill, né en 1976 en Polynésie française, est un enseignant, artiste et homme politique français. Il est dirigeant de la radio locale Radio Tefana.
Membre du Tavini huiraatira, il est conseiller municipal de Papeete depuis 2020 et représentant à l'Assemblée de la Polynésie française depuis mai 2023.

## Biographie

### Parcours professionnel
Heinui Le Caill est né en 1976 en Polynésie française, il est enseignant et artiste.
Heinui Le Caill est responsable du pôle édition et médias de la Direction générale de l'éducation et des enseignements en Polynésie.

#### Dirigeant d'une radio locale
Depuis 2014, Le Caill est président du conseil d'administration de la radio locale Radio Tefana, et également président de l'association Te reo o tefana, qui gère Radio Tefana.
En novembre 2018, Heinui Le Caill et sa radio sont visés par la justice pour des faits de prise illégale d'intérêts en lien avec Oscar Temaru, maire de Faaa. Depuis la création de la radio Tefana en 1984, cette dernière est financée par des fonds publics.
Néanmoins, il est reproché à Heinui Le Caill d'avoir bénéficié de fonds publics accordés par le maire pour servir l'idéologie du parti indépendantiste du Tavini. Mais également d'avoir mis à disposition du matériel et un local pour le parti, la justice désignant la radio comme « un outil de propagande certain, contraire à l’obligation de pluralisme ».
Selon Heinui Le Caill, placé en garde à vue en novembre 2018, la radio dans son statut légal, précise que la radio est antinucléaire et défend une ligne indépendantiste. Les enquêteurs estiment qu'un lien est donc possible avec Tavini et les subventions publiques accordées. Néanmoins, selon Le Caill, ces principes défendus dépassent le Tavini.
En septembre 2019, Oscar Temaru et Heinui Le Caill sont condamnés et reconnus coupables de prise illégale d'intérêts. La radio, en tant que personne morale et donc Le Caill, sont condamnés à 100 millions de Francs Pacifiques (834 479 euros).
Le procès en appel, plusieurs fois retardé pour différentes raisons, s'ouvre en février 2023, à deux mois des élections territoriales de 2023. Le Caill et Temaru sont relaxés en appel mais le parquet se pourvoit en cassation. La Cour de cassation confirme la relaxe en septembre 2024.

### Parcours politique
Membre du Tavini huiraatira, il est élu conseiller municipal de Papeete lors du 1er tour des élections municipales en mars 2020.
Lors des élections territoriales de 2023, il est investi candidat avec le Tavini huiraatira dans la 1re section des Îles du Vent. Lors de la campagne, début avril, il mène une interview sur Tahiti Nui TV, défendant les propositions du Tavini sur divers thèmes comme la condition animale, la création d’une citoyenneté polynésienne et des consultations publiques sur les sujets de société.
Il participa à Bakou, aux côtés des représentants du pouvoir de l'Azerbaïdjan à une conférence anti-néocolonialiste, où il dénonce la politique de la France vis-à-vis de la Polynésie et se prononce sur sa volonté de souveraineté pour la Polynésie. Il est à nouveau invité en 2024. Ce déplacement est décrit par Radio 1 comme un exemple de la « diplomatie du caviar » du président Ilham Aliyev.